# Juri Sergejewitsch Entin

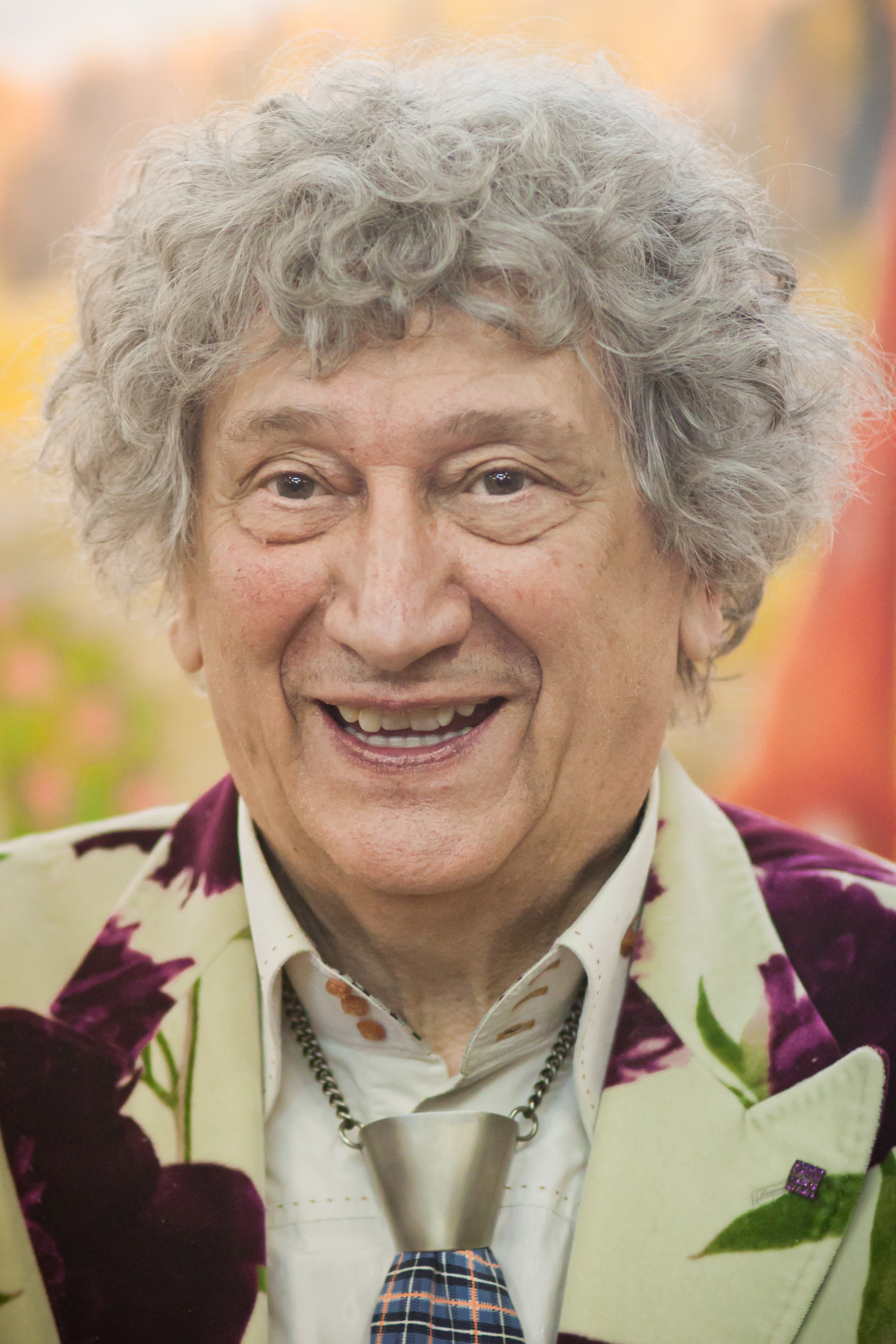
Juri Sergejewitsch Entin

Juri Sergejewitsch Entin (russisch Юрий Сергеевич Энтин; * 21. August 1935 in Moskau) ist ein sowjetischer und russischer Lyriker, Lieddichter, Drehbuchautor und Schriftsteller. Bekannt ist er in Russland und den Republiken der ehemaligen Sowjetunion vor allem für seine Liedtexte zu Kino-, Fernseh- und Trickfilmen. Viele davon sind bis in die Gegenwart des 21. Jahrhunderts populär und gehören zum nationalen Liedgut, insbesondere Russlands.

## Werke (Auswahl)
- Text zum in Russland bekannten Kinderlied Antoschka
- Drehbuch zum Trickfilm der Bremer Stadtmusikanten (1969, 1973, 2000)
- Mehrere Liedtexte im Trickfilm von Burattino (1975)
- Trickfilm Hase und Wolf, Liedtext zu Folge 8 (1979)
- Liedtexte im Kinderfilm Der elektronische Doppelgänger (1979)
- Liedtext des Kinderfilms Gast aus der Zukunft (1985)

## Privatleben
Juri Entin ist zum zweiten Mal verheiratet und hat aus erster Ehe eine Tochter.